# Condado de Uinta (Wyoming)
El condado de Uinta (en inglés: Uinta County) fundado en 1869 es un condado en el estado estadounidense de Wyoming. En el 2000 el condado tenía una población de 19.742 habitantes en una densidad poblacional de 4 personas por km². La sede del condado es Evanston.

## Geografía
Según la Oficina del Censo, el condado tiene un área total de 5408 km² (2088,0 mi²), de la cual 5392 km² (2081,9 mi²) es tierra y 16 km² (6,2 mi²) (0.28%) es agua.

### Condados adyacentes
- Condado de Lincoln - norte
- Condado de Sweetwater - este
- Condado de Summit - sur
- Condado de Rich - noroeste

### Carreteras
- - Interestatal 80
- -  U.S. Highway 189

## Demografía
En el 2000 la renta per cápita promedia del condado era de $44,544, y el ingreso promedio para una familia era de $49,520. En 2000 los hombres tenían un ingreso per cápita de $37,500 versus $21,450 para las mujeres. El ingreso per cápita para el condado era de $16,994. Alrededor del 9.90% de la población estaba bajo el umbral de pobreza nacional.

## Comunidades

### Ciudades y pueblos
- Evanston
- Bear River
- Lyman
- Mountain View

### Lugares designados por el censo
- Carter
- Fort Bridger
- Lonetree
- Robertson
- Urie

### Otras comunidades
- Piedmont